# Форт Ебен-Емаель

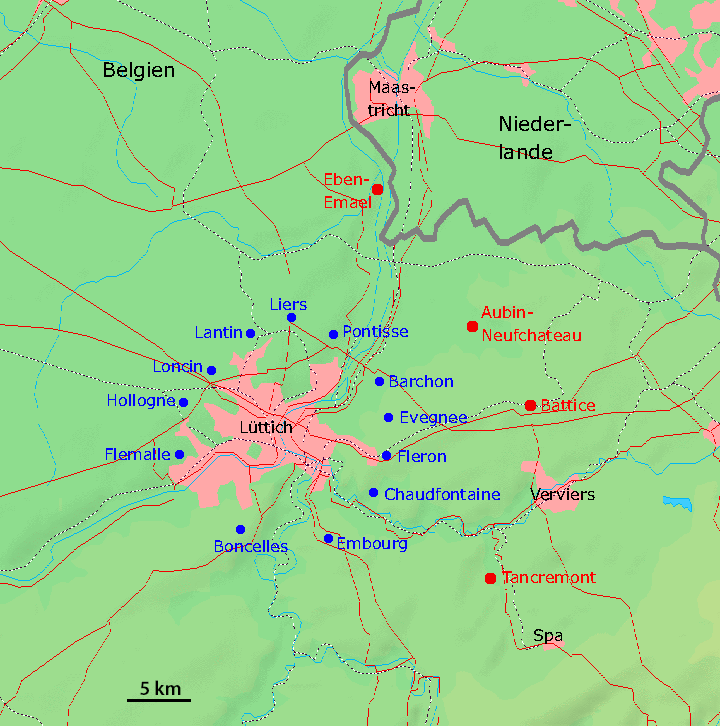
Система Льєзького фортифікаційного комплексу

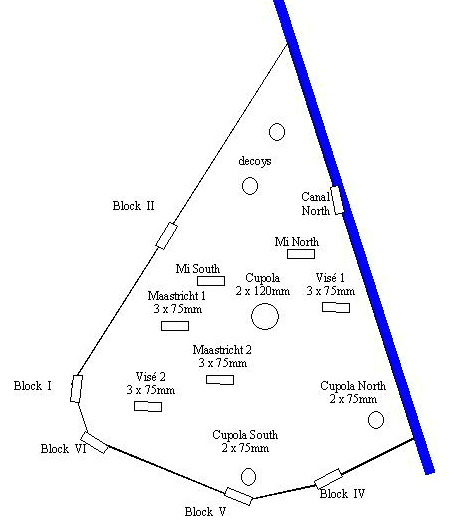
Схема бельгійського форту Ебен Емаель

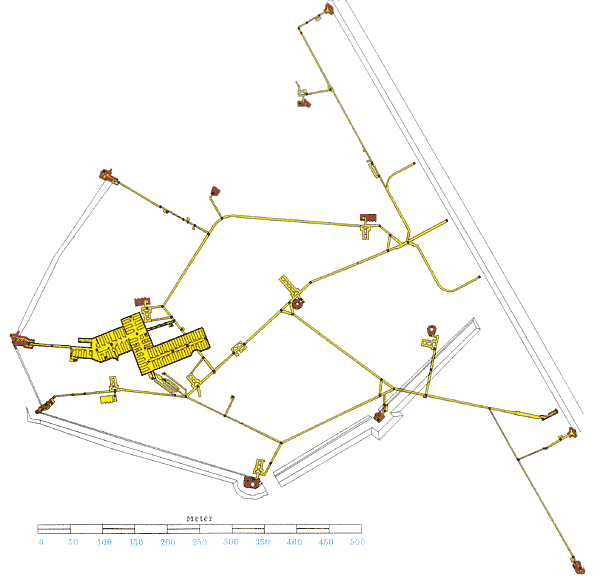
Схема підземних комунікацій бельгійського форту Ебен Емаель

Форт Ебен Емаель (фр. Fort d'Ében-Émael) — колишній бельгійський форт, що входив до Льєзького фортифікаційного комплексу бельгійської армії. Розташовувався на березі каналу Альберта поблизу населеного пункту Ебен-Емаель, між Льєжем та Маастрихтом на бельгійсько-голландському кордоні. Будувався у 1932–1935 роках. Форт Ебен Емаель свого часу вважався найпотужнішою та практично нездоланною фортецею у Європі і мав стати серйозною перешкодою на шляху наступу моторизованих колон Вермахту. Артилерійські системи фортеці прикривали три стратегічно важливих мости, перекинуті в Маастрихті через річку Маас і Альбертканал — Вельдвезельтський, Вренховенський і Каннський.
10 травня 1940 у результаті успішного проведення німецькими десантниками штурму був нейтралізований протягом 30 годин. Виведення найпотужнішого в системі оборонних споруд форту дозволило німецькому Вермахту безперешкодно увірватися на територію Королівства Бельгія.
Форт перебуває у власності бельгійських військових й зараз на його території розгорнутий музей, присвячений подіям травня 1940 року.

## Історія створення
Після прийняття рішення про посилення оборонних рубежів на кордоні з Німеччиною, урядом Бельгії вжито низку заходів для удосконалення та будівництво нових фортифікаційних споруд, які домінуватимуть на східному кордоні Королівства. 30 травня 1930 був урочисто відкритий найсучаснішій судноплавний канал, названий на честь чинного короля — канал Альберта, котрий забезпечував водний шлях між Антверпеном і Льєжем. Довжиною 1 300 м, він прорізав масивну гору Святого Петра й вважався за мірками тогодення чудом інженерії. Ця гідрографічна споруда домінувала над навколишньою місцевістю, зокрема над німецьким кордоном, та своєю конфігурацією утворювала природну оборонну позицію.
1 квітня 1932 розпочалося будівництво форту Ебен Емаель, й хоча основні роботи завершилися 1935 й форт був оголошений готовим, деякі зміни та удосконалення тривали аж до травня 1940.
Новий форт, названий на честь сусіднього селища, конструктивно вписувався в оточуючу місцевість й розміщувався на відстані 20 км на північний схід від Льєжа та 10 км на південь від голландського Маастрихта.
Фортеця заввишки до 40 м панувала над навколишньою місцевістю й мала форму діаманта з найвужчою гранню на його північному фасі, спрямованому в бік голландського міста Маастрихт. З півночі на південь форт був завдовжки 900 м і 700 м завширшки, загальна площа об'єкту становила близько 66 га, з яких близько 40 мали пласку поверхню. На північному сході фортеця захищалася крутим схилом каналу Альберта. На заході плинула річка Гір, яка дозволяла в разі загрози підходу супротивника з цього напрямку, затопити прилеглу місцевість. З південної сторони фортецю оперізував «одягнений» у бетон 10-метровий протитанковий рів 450 м завдовжки, котрий становив велику перешкоду для танків і піхоти, коли заповнювався водою з річки Гір. Рів, глибиною в 4 метри, був повкриваний дротяними загородженнями і вицяткуваний сталевими протитанковими перешкодами, що захищали усі підходи до фортеці. До того ж, усі ці напрямки до Ебен Емаель прикривалися вогнем з різних захищених позицій та вогневих точок, розташованих по периметру фортеці на рівні землі.
Форт Ебен Емаель контролював найважливіші мости через канал Альберта, що розташовувалися північніше фортеці, й які до того ж були заміновані. Запальні шнури в сталевих трубах пролягали до дотів, що охороняли підступи до мостів. Будь-яка спроба відновити зруйновані мости зривалася вогнем фортечної артилерії Ебен Емаель. Більш того, дальність вогню бельгійських гармат дозволяла їм прикривати навіть голландські мости в Маастрихті.

## Опис фортеці
Форт мав потужнішу зброю в порівнянні з іншими фортами Льєзького фортифікаційного комплексу. На відміну від фортець Батіс, Обен-Нефшато та Танкремон, він мав гарматні башти з великокаліберною зброєю й каземати. Загалом, фортеця мала у своєму складі 12 60-мм протитанкових гармат, 16 75-мм польових гармат (у тому числі чотири в баштах) і дві 120-мм далекобійні гаубиці, які виготовлялися бельгійською збройовою компанією «Fonderie Royale des Canons de Belgique» (F.R.C.) у Льєжі.

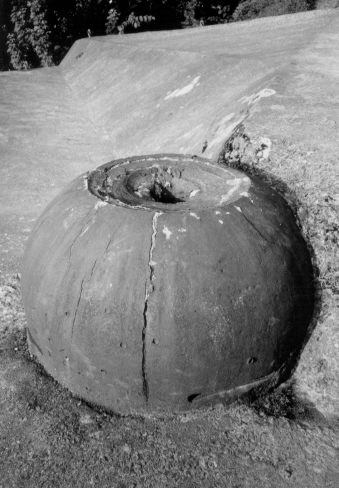
Купол однієї з башт, після застосування кумулятивного заряду німецькими десантниками

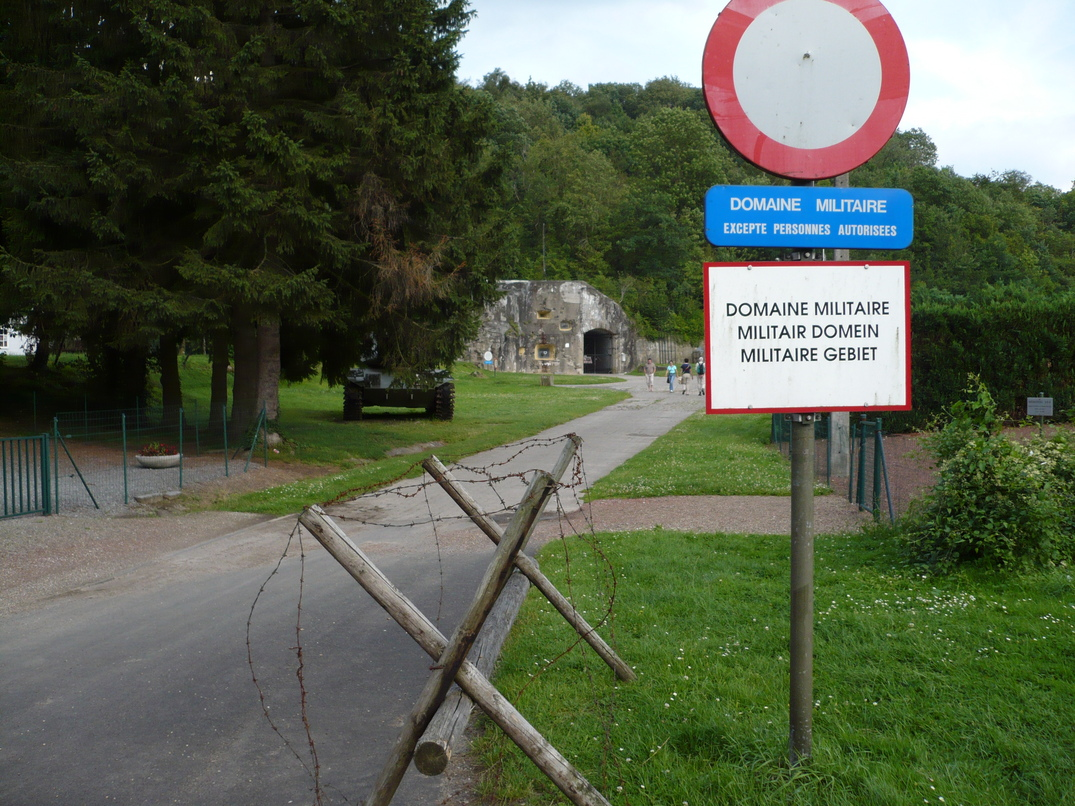
В'їзд на територію військового музею, липень 2007

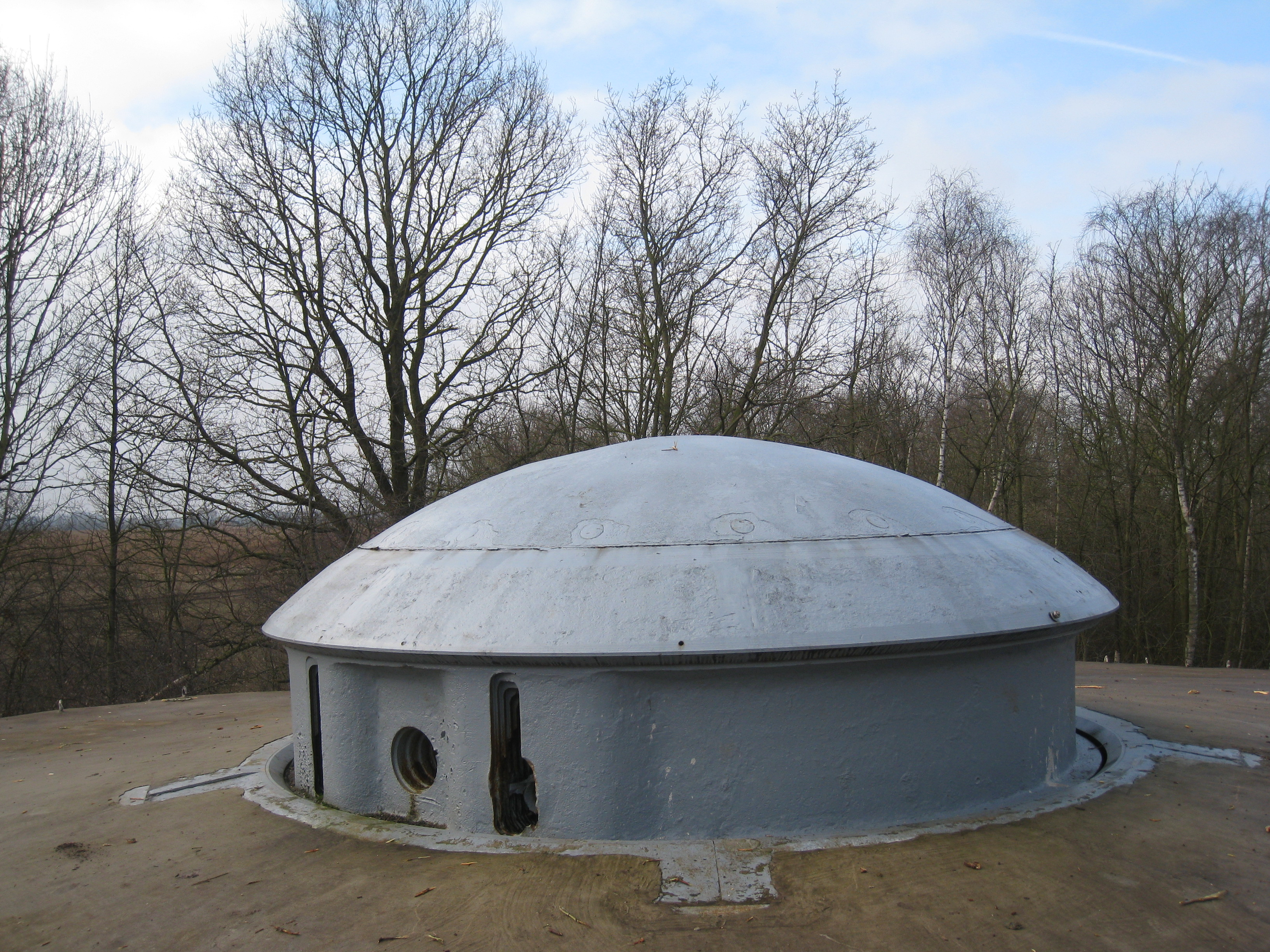
Підйомний купол 75-мм гармати

### Конструкційна схема
Конструкційна схема фортеці Ебен Емаель складалася з декількох блоків, башт та опорних пунктів.
- Блок B.I — блок на вході на південному заході до фортеці; оснащений 2-ма 60-мм протитанковими гарматами (Modèle 1936) й кулеметами.
- Блоки B.II, B.IV та B.VI — каземати на флангах фортеці на її даху; озброєні 2-ма 60-мм гарматами та кулеметами.
- Блок B.V — подібний до Блоків II, IV та VI; на озброєнні одна 60-мм гармата.
- Купол «Cupola 120» — башта зі спарених 120-мм гармат (Modèle 1931), з радіусом ведення вогню до 17,5 км. На північній стороні розміщувалися три хибні башти з муляжами 120-мм гармат.
- Купол «Північ» та «Південь» — башти з підйомними подвійними 75-мм гарматами (Modèle 1935), з радіусом ведення вогню до 10,5 км.
- Башти «Візе I» та «Візе II» — каземати з потрійними 75-мм гарматами (F.R.C Modèle 1935); спрямовані у південному напрямку.
- Башти «Маастрихт I» та «Маастрихт II» — каземати з потрійними 75-мм гарматами; спрямовані у північному напрямку на Маастрихт.
- Бункер «Канал Південь» та «Канал Північ» — блоки з подвійними 60-мм гарматами та кулеметами, прикривали підходи до каналу Альберта. Бункер «каналу Південь» була розібрана після розширення каналу.
- «Мі-Північ» та «Мі-Південь» — кулеметні блоки на поверхні фортеці; для прикриття верхньої частини форту від піхоти та десанту противника.

У центрі фортеці на її вершині було розташоване її найважче озброєння — величезний броньований купол Coupole 120 зі спареною 120-мм гарматою моделі FRC Modele 31. Броньований купол мав 5,75 метри в діаметрі і важив 230 тонн. Конструкція розміщалася у величезній залізобетонній серцевині й становила додаткових 210 тонн броні, що фактично захищали артилерійську надбудову. Coupole 120 мав артилерійську обслугу з чотирьох сержантів і 24 солдатів й сектор вогню на 360 градусів, щоб стріляти в будь-якому напрямку з вершини форту.
У південно-західній точці споруди розміщувалася двоповерхова потужна конструкція під назвою Блок 1. Цей оборонний комплекс озброювався двома 60-мм протитанковими гарматами і трьома кулеметами, а також двома прожекторами; обслуга складала 5 сержантів та 23 солдати. Блок 1 будувався за принципом Середньовіччя і мав єдиний вхід у «серце» усього форту, який закривався найміцнішими воротами з переїздом над 4-х метровим ровом, який у разі загрози просто знищувався, та ані люди, ані техніка не могли в'їхати у форт. Якщо б супротивник спробував просмикнути в Блок 1, він знищувався із захищених позицій вогнем кулеметів та ручними гранатами, що кидалися через спеціальні амбразури. Нагорі Блоку 1 знаходилася броньована оглядова башта. Разом з Блоками 2 та 6, прикривали південний та західний напрямок до фортеці.
Блок 2 розташовувався північніше за Блок 1 на відстані 200 метрів, і займав ключову позицію на західному фланзі фортеці. Підступи до нього прикривалися заповненим водою протитанковим ровом. Він також був озброєний двома 60-мм протитанковими гарматами та трьома кулеметами, й мав два прожектори та броньований купол спостереження. Бойова обслуга Блоку 2 становила чотири сержанти і 22 солдати.
Блок 3 хоча і проектувався на початковій стадії будівництва укріплення, але згодом від нього відмовилися й замість влаштували два двоповерхових бункери, які отримали назву бункер каналу «Північ» та бункер каналу «Південь» відповідно. Обидві бункери оснащувалися 60-мм протитанковими гарматами та кулеметами.
Блок 4 розташовувався на південно-східному фасі фортеці з сектором вогню, що прикривав усі підходи уздовж протитанкового рову від каналу Альберта до Блоку 5 і Південного купола. Блок був озброєний двома 60-мм протитанковими гарматами, двома кулеметами, а також мав два прожектори і броньований спостережний купол на вершині. Команда мала чотирьох сержантів і 22 солдати.
Блок 5 був розташований також на південно-східному краю ромбовидної фортеці, трохи південніше за блок 4 і мав одну 60-мм протитанкову гармату і два кулемети, а також броньований спостережний купол з прожектором. Його обслуга становила три сержанти й 14 солдатів.
Блок 6, що замикав кільце з потужних фортифікаційних вогневих точок, які оточували фортецю, знаходився на південному фланзі споруди, неподалік від Блоку 1. Він був озброєний двома 60-мм протитанковими гарматами, два кулеметами і прожекторами. Купол мав надзвичайно потужне бронювання і витримував влучення артилерійських снарядів до 220-мм калібру. Команда Блоку 6 становила — 3 сержанти і 17 солдатів.
З точки зору власної оборони найпотужнішого форту, інженери заклали в основу принцип захисту усього периметру фортеці з будь-якого напрямку будь-якими силами супротивника. Але, основним призначенням фортеці все ж таки була роль непідступної потужної артилерійської батареї, яка домінувала над навколишньою місцевістю аж до німецького кордону. Три ключові мости через канал Альберта, що з'єднували дороги і підходи з голландського міста Маастрихта були пріоритетними цілями для форту. Однак, за умови бельгійського нейтралітету, гарматним обслугам не дозволялося стріляти по голландській території.
75-мм гармати Ебен Емаеля мали сектор обстрілу до 70 градусів, з нахилом від −5 до +37 градусів, уражали цілі на відстані до 11 км зі скорострільністю десять пострілів на хвилину. Кожний артилерійський каземат будувався з залізобетону завтовшки 2,75 м і був здатний витримати тривалий обстріл ворожої артилерії калібром до 220-мм і усі види сучасних авіаційних бомб.
Після припинення вогню, артилерійські башти в куполах опускалися під землю, де броньований купол закривав доступ до гармат й захищав їх від ураження бомбами та снарядами. Зовнішня броньована оболонка купола завтовшки 38 см, мала ще додаткові два внутрішні шари 2,5-см сталевих пластин з фетровим наповнювачем між ними, й перекривала усякий доступ до башти. Обертовий купол з 75-мм артилерійською установкою Modèle 1935 та обслугою 5 артилеристів, мав вагу 120 тонн і піднімався за рахунок електродвигунів, з варіантом ручного керуванням у разі пошкодження.
Щоб заплутати ворожу повітряну розвідку, на вершині фортеці у різних кутах укріплення були розташовані три фіктивні купола, аналогічні за розмірами Coupole 120.
У цілому, фортеця налічувала 17 потужних вогневих опорних пунктів, десять у верхній частині й сім по периметру Ебен Емаель.
Конструктори форту Ебен Емаель передбачили необхідність захисту фортеці від ймовірної атаки ворожої піхоти зверху. По-перше, уся площа поверхні прострілювалася 75-мм польовими гарматами, що встановлювалися в конструкції башта «Північ» та башта «Південь». Ці гармати мали спеціальні картечні боєприпаси, споряджені 15-мм кульками. Залп з двохствольної гармати знищував вщент усіх, хто здійснив би спробу заснуватися на горі. Додатково два каземати «Мі-Північ» та «Мі-Південь» фортеці оснащувалися зенітними кулеметними установками, з чотирьох 7,65-мм кулеметів Максим.
Таке рознесене розташування вогневих засобів по всьому периметрові форту на думку бельгійських конструкторів повністю відповідало головному завданню фортеці — прикривати, а в разі загрози знищити артилерійським вогнем три мости на каналі Альберта. Водночас, супутнім головним завданням 120-мм гармати було забезпечити контрбатарейний вогонь проти гаубиць облогової артилерії, що свого часу стало причиною загибелі фортів Льєжа в 1914 році. Однак, швидкострільність цього шедевра інженерної думки становила не більше ніж два постріли на хвилину протягом перших п'яти хвилин і одного пострілу кожні 40 секунд за наступні 15 хвилин.
Завдяки грамотного влаштуванню вогневих позицій форту, які за рахунок озеленення усій площини поверхні укріплення зливалися з навколишньою рослинністю і майстерно приховувалися повсякденними маскувальними сітками, фортеця Ебен Емаель якісно приховувалася від повітряного спостереження розвідувальними літаками.

#### Бронедвері
Важливим уроком Першої світової війни, стало те, що замість того, щоб згрупувати усю зброю та боєприпаси до неї в безпосередній близькості, усі каземати і купола форту Ебен Емаель були розосереджені, з дистанцією, що іноді складала до 150 м один від одного. Спеціалізовані сховища боєприпасів розташовувалися глибоко в надрах самої фортеці. У малоймовірному випадку, якщо ворогу вдалося знищити або опанувати штурмом один з казематів, його обслуга просто переходила на нижчій рівень та заблоковувала виведену з ладу вогневу точку з внутрішньої сторони фортеці. Такий варіант дій був передбачений за допомогою системи потужних броньованих дверей. Сховища з артилерійськими снарядами розташовувалися під кожною артилерійською позицією, запас їх становив 2 000 120-мм снарядів, 19 200 75-мм та 6 000 60-мм пострілів, доступних для інших гармат форту.
Підземні галереї становили колосальну мережу проходів, тунелів, деякі сягали довжини до 200 м, насичені різнорідними сховищами, складами, резервуарами з паливом, водою, власна гауптвахта, окремі душові та туалети для офіцерського та рядового складу гарнізону. Усім цим «заправляла» мережа електричних силових установок, яка складалася з шести дизельних генераторів по 140 кВА кожний, але навіть двох було достатньо для забезпечення енергетичних потреб фортеці в будь-який момент часу. Охолоджувальна вода, що відходила від генераторів, використовувалася для системи центрального опалення і для нагріву гарячої води для душових. У кожному блоці та окремому опорному пунктові влаштовувалися кухня, їдальня і супутні комори, а також адміністративні приміщення командира фортеці і навіть власні перукарня, лікарня, хірургічна операційна і стоматологічна клініка. Фортеця мала чималий запас води, палива та їжі, й гарнізон міг автономна діяти протягом двох місяців. Усе підземелля мало низку сходів і ліфтів для сполучення між бойовим першим рівнем та другим рівнем життєзабезпечення, а також розгалуженим комплексом житлових приміщень для посадових осіб та особового складу. Загальна протяжність усіх тунелів становила майже 4 км підземних оснащених переходів.
Очищене повітря подавалося у фортеці під надлишковим тиском, що перешкоджало проникненню шкідливих у тому числі отруйних бойових газів і позбавляло гарнізон від необхідності носити протигази під час бойових дій. Інтер'єр усіх приміщень форту був ізольований від газової атаки.

#### Гарнізон
Штатна чисельність гарнізону на воєнний час складала 1 322 чоловік під командуванням майора-артилериста. Переважна частина цього особового складу відносилася до підрозділів забезпечення та адміністративного персоналу, відповідального за безперебійну роботу фортеці, у тому числі фахівці зброярі, зв'язківці й медичний персонал. До бойового складу гарнізону фортеці входили тільки артилеристи, які практично не мали ніякої піхотної підготовки. Гарнізон у мирний час діяв на ротаційній основі, люди змінювалися на своїх постах та позиціях щотижня, одночасно у фортеці налічувалося близько 750 чоловіків штатного розрахунку. Добра половина гарнізону постійно перебувала в середині форту, а решта розквартировувалася в навколишніх селах, більшість у селищі Вонк на відстані 4 км від фортеці.
Форт Ебен Емаель мав величезну репутацію серед фахівців того часу, відомий американський журналіст й історик Вільям Ширер, писав: «Цю найсучаснішу, надзвичайно важливу у стратегічному відношенні фортецю, як союзники, так й німці вважали найбільш потужною і неприступною фортифікаційною спорудою у Європі, яка переважала усе, що французи побудували на лінії Мажино або німці на Західному валу».

## Десант на форт Ебен-Емаель
Рано-зранку 10 травня 1940 з початком операції «Гельб», німецький штурмовий загін приземлився планерами DFS 230 на даху форту та одночасно розпочав штурм 3 мостів, намагаючись захопити та утримати ці важливі об'єкти до підходу передових загонів 6-ї польової армії генерала В. фон Райхенау.
Попри тому, що бельгійцям вдалося підірвати Каннський міст, інші цілі були захоплені в лічені години. Протягом доби десантники відбивали спроби бельгійців контратакувати, поки до району бойових дій не підішли авангарди Вермахту.
Унаслідок успішного проведення операції переправи через канал Альберта і більшість мостів у бельгійській частині Маасу були захоплені й утримані; по них німецькі танки і мотопіхота прорвалися до відкритого французького кордону.